# Спорт в Болгарии
Спорт в Болгарии получил развитие после участия страны в I Олимпийских играх современности 1896 года, где Болгария была одной из 14 стран, которые прислали на них своих атлетов. Ныне самый популярный спорт в Болгарии — футбол. Болгария имеет традиционно высокие достижения в тяжёлой и лёгкой атлетике, борьбе, боксе, волейболе, спортивной и художественной гимнастике, стрелковом и гребном спорте.
Болгарская прыгунья в высоту Стефка Костадинова — действующая рекордсменка мира в прыжках в высоту — 2,09 м. (Рим, 1987), чемпионка летних Олимпийских игр 1996, чемпионка Европы (Штутгарт, 1986) и двукратная чемпионка мира (Рим, 1987 и Гётеборг, 1995).
На Чемпионате Европы по бодибилдингу в 2011 году Болгария заняла 2 место (1 — Россия, 3 — Турция). Золотой призёр в категории до 80 кг и абсолютный чемпион Европы стал болгарский бодибилдер Христомир Христов — чемпион мира по бодибилдингу (2004), серебряный призёр чемпионата мира (2003), абсолютный чемпион Европы (2009), чемпион Европы (2004 и 2009), чемпион Балканах (1999) и серебряный призёр турнира «Арнольд Классик» (2010).
На Чемпионате мира по борьбе 2010 в Москве три спортсмена из Болгарии стали чемпионами мира — Михаил Ганев в категории до 84 кг, в вольной борьбе, Христо Маринов, в категории до 84 кг, в греко-римской борьбе и Станка Златева, в категории до 72 кг, в вольной борьбе.
На І Летних юношеских Олимпийских играх в Сингапуре болгарский тяжелоатлет Георги Шиков стал чемпионом в категории до 85 кг, с общим достижением 335 кг — 152 кг в рывке и 183 кг в толчке, а болгарка Боянка Костова стала чемпионкой в категории до 53 кг, с общим достижением 192 кг — 85 кг в рывке и 107 кг в толчке.
Болгарская борица Станка Златева — серебряный призёр летних Олимпийских игр в Пекине (2008), трёхкратный чемпионка мира (Москва, 2010; Гуанчжоу, 2006 и Баку, 2007), серебряный призёр чемпионата мира в 2003 г. (Стамбул) и шестикратная чемпионка Европы (Тирана, 2002; Москва, 2006; София, 2007; Тампере, 2008; Вильнюс, 2009; Баку, 2010).
Болгарский гроссмейстер Веселин Топалов — обладатель наилучшего рейтинга Эло в мире с сентября 2009 года по июль 2010 года — 2813 и чемпион мира по шахматам с 16 октября 2005 по 13 октября 2006.
Болгарский боксёр Детелин Далаклиев — чемпион мира по боксу (Милан, 2009), бронзовый призёр чемпионата мира 2003 года и чемпионата Европы 2004 года, серебряный призёр чемпионата Европы 2006 года.
Болгарская теннисистка Цветана Пиронкова — полуфиналистка Уимблдона-2010 и победительница 6 турниров ITF в одиночном разряде.
24 мая 2008 года болгарский сумоист Калоян Махлянов стал первым и пока единственным европейцем, выигравшем Императорский кубок.
Болгарская спортсменка Румяна Нейкова — олимпийский чемпион академической гребли летних Олимпийских игр 2008, чемпион Европы (Познань, 2007) и двукратный чемпион мира (Севилья, 2002 и Милан, 2003).
Болгарский гимнаст Йордан Йовчев — четырёхкратный чемпион мира (Гент, 2001 — вольные упражнения и кольца; Анахайм, 2003 — вольные упражнения и кольца), трёхкратный вице-чемпион мира (Дебрецен, 2002 — вольные упражнения и кольца; Лондон, 2009 — кольца), обладатель трёх бронзовых (Сидней, 2000 — вольные упражнения и кольца; Афины, 2004 — вольные упражнения) и одной серебряной олимпийских медалей (Афины, 2004 — кольца).
Албена Денкова и Максим Ставиский 2 года подряд (в 2006 и 2007 годах) побеждали в танцах на льду на чемпионате мира по фигурному катанию.
Болгарский футболист Димитр Бербатов — нападающий английского клуба «Манчестер Юнайтед» и лучший бомбардир Кубка Европы в 2001 году.
В 1994 году сборная Болгарии по футболу заняла 4-е место на чемпионате мира. Лучшим бомбардиром турнира стал Христо Стоичков — обладатель Золотой бутсы (1990), Золотого мяча (1994) и лучший игрок Болгарии (1954—2003).

## Спортсмен года Болгарии
В 1942 году болгарская газета «Спорт» впервые провела опрос по определению лучшего болгарского спортсмена года среди своих читателей. В 1948 и в 1955 опрос проводила газета «Народный спорт». В 1956 году анкетирование проводилось среди слушателей Софийского радио. С 1958 года спортивные журналисты Болгарии ежегодно определяют «Спортсмена года Болгарии».
| год  | Призёр                                             | Второе место                                       | Третое место                               |
| ---- | -------------------------------------------------- | -------------------------------------------------- | ------------------------------------------ |
| 2017 | Григор Димитров теннис                             | Радослав Янков сноуборд                            | Невяна Владинова художественная гимнастика |
| 2016 | Мирела Демирева лёгкая атлетика                    | Елица Янкова борьба                                | Радослав Янков сноуборд                    |
| 2015 | Габриэла Петрова лёгкая атлетика                   | Станилия Стаменова гребля на байдарках и каноэ     | Владимир Николов волейбол                  |
| 2014 | Григор Димитров теннис                             | Иван Марков тяжёлая атлетика                       | Александра Жекова сноуборд                 |
| 2013 | Иво Ангелов борьба                                 | Григор Димитров теннис                             | Кубрат Пулев бокс                          |
| 2012 | Кубрат Пулев бокс                                  | Тервел Пулев бокс                                  | Станка Златева борьба                      |
| 2011 | Станка Златева борьба                              | Пётр Стойчев плавание                              | Елис Гури борьба                           |
| 2010 | Станка Златева борьба                              | Михаил Ганев борьба                                | Ваня Стамболова лёгкая атлетика            |
| 2009 | Детелин Далаклиев бокс                             | Йордан Йовчев лёгкая атлетика                      | Станка Златева борьба                      |
| 2008 | Румяна Нейкова академическая гребля                | Станка Златева борьба                              | Кирил Терзиев борьба                       |
| 2007 | Станка Златева борьба                              | Албена Денкова и Максим Ставиский фигурное катание | Явор Янакиев борьба                        |
| 2006 | Албена Денкова и Максим Ставиский фигурное катание | Ваня Стамболова лёгкая атлетика                    | Радослав Великов борьба                    |
| 2005 | Веселин Топалов шахматы                            | Николай Гергов борьба                              | Армен Назарян борьба                       |
| 2004 | Мария Гроздева стрелковый спорт                    | Йордан Йовчев лёгкая атлетика                      | Милен Добрев тяжёлая атлетика              |
| 2003 | Йордан Йовчев лёгкая атлетика                      | Армен Назарян борьба                               | Милен Добрев тяжёлая атлетика              |
| 2002 | Румяна Нейкова академическая гребля                | Армен Назарян борьба                               | Георгий Марков тяжёлая атлетика            |
| 2001 | Йордан Йовчев лёгкая атлетика                      | Гылыбин Боевский тяжёлая атлетика                  | Николай Паслар борьба                      |
| 2000 | Тереза Маринова лёгкая атлетика                    | Таню Киряков стрелковый спорт                      | Гылыбин Боевский тяжёлая атлетика          |

## Олимпийские чемпионы Болгарии
До настоящего времени 53 спортсмена Болгарии стали Олимпийскими чемпионами.
| год  | чемпионы | имя                | спорт                                     |
| ---- | -------- | ------------------ | ----------------------------------------- |
| 2008 | 1        | Румяна Нейкова     | академическая гребля                      |
| 2004 | 2        | Милен Добрев       | тяжёлая атлетика                          |
| 2004 | 2        | Мария Гроздева     | пневматический пистолет с дистанции 10 м. |
| 2000 | 5        | Таню Киряков       | пневматический пистолет с дистанции 50 м. |
| 2000 | 5        | Мария Гроздева     | малокалиберный пистолет                   |
| 2000 | 5        | Гылыбин Боевски    | тяжёлая атлетика                          |
| 2000 | 5        | Армен Назарян      | борьба                                    |
| 2000 | 5        | Тереза Маринова    | тройной прыжок                            |
| 1998 | 1        | Екатерина Дафовска | биатлон                                   |
| 1996 | 3        | Стефка Костадинова | прыжок в высоту                           |
| 1996 | 3        | Даниел Петров      | бокс                                      |
| 1996 | 3        | Валентин Йорданов  | борьба                                    |
| 1992 | 2        | Николай Бухалов    | каноэ                                     |
| 1992 | 2        | Иван Иванов        | тяжёлая атлетика                          |
| 1988 | 10       | Христо Марков      | тройной прыжок                            |
| 1988 | 10       | Йорданка Донкова   | 100 м. бег с барьерами                    |
| 1988 | 10       | Ивайло Маринов     | бокс                                      |
| 1988 | 10       | Ваня Гешева        | Гребля на байдарках и каноэ (каяк)        |
| 1988 | 10       | Таню Киряков       | пневматический пистолет с дистанции 10 м. |
| 1988 | 10       | Таня Богомилова    | брасс                                     |
| 1988 | 10       | Севдалин Маринов   | тяжёлая атлетика                          |
| 1988 | 10       | Борислав Гидиков   | тяжёлая атлетика                          |
| 1988 | 10       | Атанас Комшев      | борьба                                    |
| 1988 | 10       | Любомир Герасков   | спортивная гимнастика (конь)              |
| 1980 | 8        | Стоян Делчев       | спортивная гимнастика (перекладина)       |
| 1980 | 8        | Любомир Любенов    | каноэ                                     |
| 1980 | 8        | Пётр Лесов         | бокс                                      |
| 1980 | 8        | Янко Русев         | тяжёлая атлетика                          |
| 1980 | 8        | Асен Златев        | тяжёлая атлетика                          |
| 1980 | 8        | Валентин Райчев    | борьба                                    |
| 1980 | 8        | Георги Райков      | борьба                                    |
| 1980 | 8        | Исмаил Абилов      | борьба                                    |
| 1976 | 8        | Нораир Нурикян     | тяжёлая атлетика                          |
| 1976 | 8        | Йордан Митков      | тяжёлая атлетика                          |
| 1976 | 8        | Иванка Христова    | толкание ядра                             |
| 1976 | 8        | Хасан Исаев        | борьба                                    |
| 1976 | 8        | Светла Оцетова     | академическая гребля                      |
| 1976 | 8        | Здравка Йорданова  | академическая гребля                      |
| 1976 | 8        | Сийка Келбечева    | академическая гребля                      |
| 1976 | 8        | Стоянка Груйчева   | академическая гребля                      |
| 1972 | 6        | Петр Киров         | борьба                                    |
| 1972 | 6        | Георги Марков      | борьба                                    |
| 1972 | 6        | Георги Костадинов  | бокс                                      |
| 1972 | 6        | Нораир Нурикян     | тяжёлая атлетика                          |
| 1972 | 6        | Йордан Биков       | тяжёлая атлетика                          |
| 1972 | 6        | Андон Николов      | тяжёлая атлетика                          |
| 1968 | 2        | Боян Радев         | борьба                                    |
| 1968 | 2        | Петр Киров         | борьба                                    |
| 1964 | 3        | Боян Радев         | борьба                                    |
| 1964 | 3        | Енё Вылчев         | борьба                                    |
| 1964 | 3        | Продан Гарджев     | борьба                                    |
| 1960 | 1        | Димитр Добрев      | борьба                                    |
| 1956 | 1        | Никола Станчев     | борьба                                    |

## Чемпионы Болгарии на юношеских Олимпийских игр
| год  | имя            | спорт            | достижение                                 |
| ---- | -------------- | ---------------- | ------------------------------------------ |
| 2010 | Георги Шиков   | тяжёлая атлетика | 335 кг — 152 кг в рывке и 183 кг в толчке. |
| 2010 | Боянка Костова | тяжёлая атлетика | 192 кг — 85 кг в рывке и 107 кг в толчке   |

## Болгария в зимних видах спорта
На международной арене в XXI веке под болгарским флагом значимых успехов добились фигуристы Албена Денкова и Максим Ставиский (уроженец Ростова-на-Дону), тренировавшиеся у российских специалистов, в 2006 и 2007 годах они побеждали на чемпионатах мира в танцах на льду.
Одним из самых успешных зимних видов спорта для Болгарии является биатлон. Среди мужчин наиболее значимых успехов добились в XXI веке Красимир Анев (чемпион Европы 2019 года) и Владимир Илиев (серебряный призёр чемпионата мира 2019 года).
Среди женщин, после ухода из спорта Екатерины Дафовской (единственной олимпийской чемпионки в зимних видах спорта в истории страны) и Ирины Никульчиной, лидером сборной стала Эмилия Йорданова — двукратный призёр Всемирной Универсиады (2011).
Последний раз болгарские спортсмены завоёвывали награды на зимних Олимпийских играх в 2006 году, когда серебро в шорт-треке выиграла Евгения Раданова.